# گرافیک رایانه‌ای

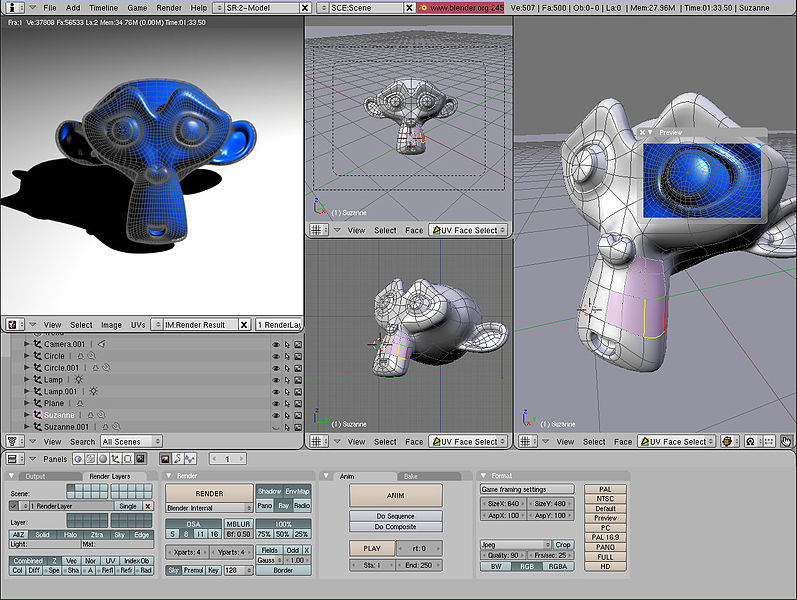
نماگرفتی از طراحی یک مدل سه بعدی با استفاده از نسخهٔ ۲٫۴۵ نرم‌افزار بلندر

نگاشتار رایانه‌ای یا گرافیک رایانه‌ای گرافیکی است که با استفاده از رایانه ساخته می‌شود و نمایانگر داده تصویری با رایانه به کمک سخت‌افزار و نرم‌افزار گرافیکی است.
گرافیک رایانه‌ای باعث تعامل و شناخت بهتر کامپیوترها شده و هم چنین تفسیر داده‌ها را آسان‌تر کرده‌است. توسعه‌های بر مبنای گرافیک رایانه ای باعث تأثیر زیادی بر روی بسیاری از رسانه‌ها شده و انقلابی در صنعت انیمیشن، فیلم و بازی‌های رایانه‌ای به راه انداخته‌است.

## کلیت
واژه گرافیک کامپیوتری بیشتر برای توصیف کردن «هر آنچه که در کامپیوتر به صورت متن یا آهنگ نیست» به کار گرفته می‌شود.
معمولاً از این واژه در موارد زیر استفاده می‌شود:
- نمایش و دستکاری داده‌های تصویری به وسیله کامپیوتر

- فناوری‌ها و ابزار مختلفی که برای تغییر دادن عکس به کار می‌روند.
- شاخه‌ای از علوم کامپیوتر که به تحصیل و بررسی روش‌هایی برای بازسازی و تغییر محتوای تصویری می‌پردازد. (به رشته گرافیک رایانه‌ای مراجعه شود)

گرافیک کامپیوتری این روزها بسیار گسترده و پر کاربرد می‌باشد. تصویرهای کامپیوتری را می‌توان در برنامه‌های تلویزیونی مانند گزارش آب و هوا و خبرها یا برای نمونه در بیشتر بررسی‌های پزشکی و اعمال جراحی مشاهده کرد.

## معرفی
پیشرفت در علم‌هایی مثل علم مهندسی برق، الکترونیک، و تلویزیون که در نیمه اول قرن بیستم صورت گرفت را می‌توان از جمله دلایل پیشرفت در گرافیک کامپیوتری امروزی نام برد. صفحه نمایش‌ها می‌توانستند افکت‌های تصویری برادران لومیر که در فیلم‌های ۱۹۸۵ به بعد به کار گرفته می‌شدند را نمایش دهند، هرچند که چنین صفحه نمایش‌هایی محدود بودند و تعاملی نبودند. ابتدایی‌ترین لامپ پرتوی کاتدی، که با نام «لامپ براون» شناخته می‌شدند، در سال ۱۹۸۷ اختراع شدند، این لامپ‌ها با فراهم کردن اولین صفحه نمایش‌های دو بعدی الکتریکی که به ورودی برنامه یا کاربر پاسخگو بودند، باعث افزایش دقت در اسیلوسکوپ (نوسان نما)ها و پنل‌های کنترل نظامی شدند. با این وجود گرافیک‌های کامپیوتری تا سال ۱۹۵۰ و جنگ جهانی دوم به عنوان یک رشته دانشگاهی نسبتاً نا شناخته ماند، در این دوره ترکیب تحقیقات آکادمیک خالص دانشگاهی و آزمایشگاهی، باعث ایجاد کامپیوترهای پیشرفته‌تر و توسعه تکنولوژی نیروهای نظامی ایالات متحده آمریکا در زمینه‌های مثل رادار، تکنولوژی‌های هوانوردی، و سیستم‌های پرتاب راکت شد. انواع جدیدی از صفحه نمایش‌ها برای پردازش چنین اطلاعات حجیمی که از این پروژه‌ها به دست می‌آمد مورد نیاز بودند، همین موضوع باعث پیدایش رشته‌ای به نام گرافیک کامپیوتری شد.

## انواع تصویر

### دو-بعدی
گرافیک دوبعدی تولید تصاویر دیجیتال بر مبنای کامپیوتر، اغلب از مدل‌ها مثل تصاویر دیجیتال، و به وسیله تکنیک‌های خاص مربوط به آن‌ها است.
گرافیک دو بعدی کامپیوتری اصولاً در نرم‌افزارهایی که بر اساس تکنولوژی‌های سنتی چاپ و رسم، مثل تایپوگرافی (فن چاپ) توسعه یافتند به کار گرفته می‌شود. در چنین نرم‌افزارهایی، تصویر۲ بعدی تنها یک نمایی از یک شی جهانِ واقعی نیست، بلکه یک سازه مستقل با مقدار معنایی تخصیص داده شده می‌باشد. از این رو مدل‌های دو بعدی به دلیل فراهم کردن کنترل بیشتر بر روی تصاویر نسبت به گرافیک سه بعدی، که بیشتر رویکردی شبیه عکس برداری (Photography) دارد تا تایپوگرافی (Typography)، ترجیح داده می‌شوند.

### سه-بعدی
گرافیک‌های ۳ بعدی، در مقایسه با گرافیک ۲ بعدی، گرافیک‌هایی هستند که از نمایش سه بعدی داده‌های هندسی استفاده می‌کنند. به منظور عملکرد بهتر، این عمل در کامپیوتر ذخیره می‌شود. این شامل تصاویری که برای بعداً نمایش داده شدن یا در حال حاضر در حال نمایش هستند می‌شود.
با وجود این تفاوت‌ها، گرافیک سه بعدی کامپیوتری بر الگوریتم‌هایی استوار است که گرافیک دو بعدی در فریم و گرافیک رستر در تصویر پرداخت شده نهایی استوار است. در نرم‌افزار گرافیک‌های کامپیوتری، تفاوت بین سه بعدی و دو بعدی گهگاه ممکن است کمرنگ شود؛ نرم‌افزارهای ۲ بعدی ممکن است از تکنیک‌های سه بعدی برای دستیابی به جلوه‌هایی مانند نورپردازی استفاده کنند، و نرم‌افزارهای سه بعدی نیز ممکن است از تکنیک‌های پرداخت تصویر دو بعدی استفاده کنند.

### انیمیشن کامپیوتری
پویانمایی رایانه‌ای (متحرک‌سازی رایانه ای) هنر ساخت تصاویر متحرک توسط رایانه و زیر رشته‌ای از گرافیک کامپیوتری و انیمیشن می‌باشد. انیمیشن بیشتر به وسیله گرافیک کامپیوتری سه بعدی ساخته می‌شود، اما گرافیک کامپیوتری دو بعدی همچنان به‌طور وسیعی برای نیازهای رندر بی‌درنگ، سبک و با پهنای باند کم استفاده می‌شود. بعضی اوقات هدف انیمیشن خود کامپیوتر است، اما گاهی هدف رسانه‌ای دیگر مانند فیلم است. از انیمیشن کامپیوتری به ویژه در صورت استفاده در فیلم‌ها، به نام CGI (تصاویر تولیدی توسط کامپیوتر) یاد می‌شود.
موجودیت‌های مجازی ممکن است با ویژگی‌های مختلفی مثل مقادیر جابجایی (مکان، چرخش و مقیاس) ذخیره شده در ماتریس جابجایی یک شیء، معرفی و کنترل شوند. انیمیشن، تغییر این مشخصات در زمان است. چندین روش دستیابی به انیمیشن وجود دارد؛ شکل ابتدایی بر اساس ساخت و تغییر فریم کلیدی (Keyframes) است، هر کدام از این فریم‌های کلیدی، مقادیر هر مشخصه را در زمان معین شده برای متحرک‌سازی در خود نگهداری می‌کنند. نرم‌افزار گرافیکی دوبعدی/سه‌بعدی با هر فریم کلیدی تغییر خواهد کرد، و یک منحنی قابل ویرایش از مقادیر نگاشت شده در زمان خواهد ساخت، و این به ساخت یک انیمیشن منجر می‌شود. سایر روش‌های ساخت انیمیشن شامل تکنیک‌های رویه‌ای (Procedural) و بر-پایه-حالت (Expression-based) می‌باشد: مورد اول عناصر مرتبط موجودیت‌های متحرک‌سازی شده را در مجموعه‌ای از ویژگی‌ها ترکیب می‌کند، که این برای ساخت افکتهای ذره‌ای و شبیه‌سازی‌های جمیعت مناسب است؛ تکنیک دوم اجازه می‌دهد که نتایج به دست آمده از عبارات منطقی تعریف شده توسط کاربر، به همراه ریاضیات، انیمیشن را به شکلی قابل پیش‌بینی خودکارسازی کند (مناسب برای کنترل رفتار استخوان فرای چیزی که مدل سلسله مراتبی (hierarchy) در تنظیم سیستم اسکلتی عرضه می‌کند) برای ایجاد وهم یا شبیه‌سازی جابجایی، تصویر نمایش داده شده روی صفحه نمایش کامپیوتر باید به سرعت با تصویر جدیدی که مشابه با تصویر قبلی هست اما به مقدار کمی جابجا شده، جایگزین شود. این تکنیک مشابه وهم جابجایی در تلویزیون و فیلم است.

## رشته گرافیک رایانه‌ای
گرافیک رایانه‌ای یا گرافیک کامپیوتری یکی از شاخه‌های علوم رایانه است که به ترسیم، تغییر، و کار با تصاویر به شیوه‌های محاسباتی و رایانه‌ای اقدام می‌نماید. گرافیک رایانه‌ای یکی از پرجاذبه‌ترین و وسیع‌ترین کاربردهای رایانه‌هاست. بازی‌های رایانه‌ای، برنامه‌های ساخت پویانمایی دوبعدی و سه‌بعدی، شبیه‌سازی‌های محاسباتی، و پردازش تصاویر را می‌شود به‌عنوان چند نمونه نام برد.